# هورون بلازا
هورون بلازا
هو 560 ft ( 171m ) ناطحة سحاب طويل القامة في شيكاغو، إلينوي . تم الانتهاء منه في عام 1983 ولديها 56 طابقا. غوردون وليفين تصميم المبنى، الذي هو 51 الأطول في شيكاغو . وكان هذا أول شاهقة السكنية في منطقة كاتدرائية الجانب الشمالي الأدنى ل .

## انظر ايضاً
- قائمة أطول المباني في شيكاغو